# Vismia urceolata
Vismia urceolata är en johannesörtsväxtart som beskrevs av Joseph Andorfer Ewan. Vismia urceolata ingår i släktet Vismia och familjen johannesörtsväxter. Inga underarter finns listade i Catalogue of Life.